# Нигер на Летњим олимпијским играма 1968.
Нигеру је ово било друго учествовање на Летњим олимпијским играма 1968. у Мексико Ситију,  откако је 1964.примљена у МОК. Представљала су га двојица боксера.
Представници Нигера на овим играма није освојио ниједну медаљу.

## Бокс
| Боксер       | Дисциплина           | Коло 32 такмичара        | коло 16 такмичара       | Четвртфинале             | Полуфинале         | Финале             | Финале  | Детаљи |
| Боксер       | Дисциплина           | Противник Резултат       | Противник Резултат      | Противник Резултат       | Противник Резултат | Противник Резултат | Пласман | Детаљи |
| ------------ | -------------------- | ------------------------ | ----------------------- | ------------------------ | ------------------ | ------------------ | ------- | ------ |
| Дари Дасуда  | бантам - 54 кг       | Shittu (GHA) · ПОР 1 : 4 | Није се пласирао        | Није се пласирао         | Није се пласирао   | Није се пласирао   | = 33.   | [ 1 ]  |
| Исака Даборе | полувелтер - 63,5 кг | слободан                 | Марин (CRC) · ПОБ 5 : 0 | Фролов (URS) · ПОР 1 : 4 | Није се пласирао   | Није се пласирао   | = 9.    | [ 2 ]  |